# ジョージ・ウォルドグレイヴ (第4代ウォルドグレイヴ伯爵)

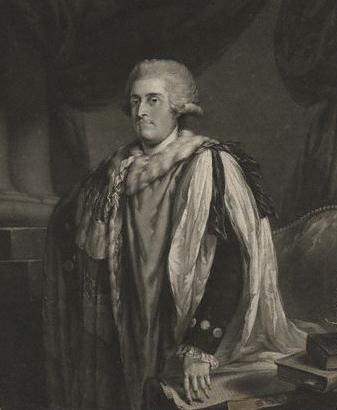
第4代ウォルドグレイヴ伯爵、1780年代。

第4代ウォルドグレイヴ伯爵ジョージ・ウォルドグレイヴ（英語: George Waldegrave, 4th Earl Waldegrave PC ADC、1751年11月23日 – 1789年10月22日）は、グレートブリテン王国の貴族、軍人、政治家。1774年から1780年まで庶民院議員を務めた。

## 生涯
第3代ウォルドグレイヴ伯爵ジョン・ウォルドグレイヴとエリザベス・ルーソン＝ゴア（Elizabeth Leveson-Gower）の長男として生まれた。1759年から1764年までイートン・カレッジで教育を受けた後、1768年にエンサインとして第3近衛歩兵連隊に入隊、1773年に中尉に、1778年に中佐に、1782年に大佐に昇進した。1779年より第87歩兵連隊隊長を務め、1788年には第63ウェスト・サフォーク歩兵連隊隊長に転じた。
議会では1774年イギリス総選挙で立候補してニューカッスル＝アンダー＝ライン選挙区で当選したが、コーンウォリス伯爵のエー＝ド＝カンを務めたため1776年2月から1778年1月まで、1778年4月から11月まで、1779年7月から1782年1月まで米州に滞在し、議会では1775年2月に1度演説し、1779年3月に一度投票しただけだった。1780年イギリス総選挙では立候補せず、その後は1782年から1784年まで宮内副長官を務め、1784年にシャーロット王妃の主馬頭に任命され、1784年5月3日に枢密顧問官に任命された。1784年10月22日に父が死去すると、ウォルドグレイヴ伯爵の爵位を継承した。
1789年10月22日に死去、息子ジョージが爵位を継承した。

## 家族
1782年5月5日、いとこのエリザベス・ウォルドグレイヴと結婚、4男1女をもうけた。
- マリア・ウィルヘルミナ（1783年 – 1805年2月20日） - 1804年1月26日、ナサニエル・ミックルスウェイト（Nathaniel Micklethwait）と結婚
- ジョージ（1784年 – 1794年） - 第5代ウォルドグレイヴ伯爵、早世
- ジョン（英語版）（1785年 – 1846年） - 第6代ウォルドグレイヴ伯爵、子供あり
- エドワード・ウィリアム（1787年8月29日 – 1809年1月22日） - 軍人。スペインから帰国するときに海難死した
- ウィリアム（英語版）（1788年 – 1859年） - 第8代ウォルドグレイヴ伯爵